# Triumviri reficiendis aedibus
Triumviri reficiendis aedibus waren buitengewone officieren, die waren verkozen in de Comitia Tributa ten tijde van de Tweede Punische Oorlog en aangesteld om bepaalde tempels (aedes) te herstellen en te herbouwen.

## Antieke bron
- Titus Livius, Ab Urbe Condita XXV 7.

## Referentie
- W. Smith, art. triumviri (9), in W. Smith (ed.), Dictionary of Greek and Roman Antiquities, Boston, 1870, p. 1168.